# Khetranisaurus
Khetranisaurus barkhani
Genre
Espèce
Khetranisaurus qui signifie « lézard Khetran » pour les Khetran, peuple du Pakistan est un genre fossile de dinosaures sauropodes basé sur une seule vertèbre, un titanosaure du Crétacé supérieur ayant été découvert au Baloutchistan, dans l'ouest du Pakistan.
L'espèce type et seule espèce Khetranisaurus barkhani, a été décrite par M. Sadiq Malkani en 2004 et 2006,.

## Étymologie
Le nom de genre Khetranisaurus est composé de Khetran, le nom d'un peuple du Pakistan, et du mot du grec ancien σαυρος, sauros, « lézard ». Dans des rapports initiaux le genre a d'abord été orthographié Khateranisaurus.

## Découverte
L'espèce est basée sur une seule vertèbre caudale, découverte dans le membre de Vitakri de la formation géologique de Pab d'âge Maastrichtien, soit il y a environ entre 72,2 et 66,0 millions d'années.

## Classification
Khetranisaurus a été attribué par son inventeur à la famille des Pakisauridae, utilisé comme synonyme des Titanosauridae.
Sadiq Malkani rapproche Khetranisaurus des genres Sulaimanisaurus et Pakisaurus, également découverts dans la même formation géologique et eux-mêmes basés sur des restes fossiles très limités.